# Provincia de Ararat
Ararat (en armenio: Արարատի) es una de las diez provincias (marz) de Armenia. Está al sur del país, fronteriza con Turquía y Azerbaiyán. La capital es Artashat. Tiene una superficie de 2090 km², y en 2013 su población era de 261.400 habitantes.

## Geografía

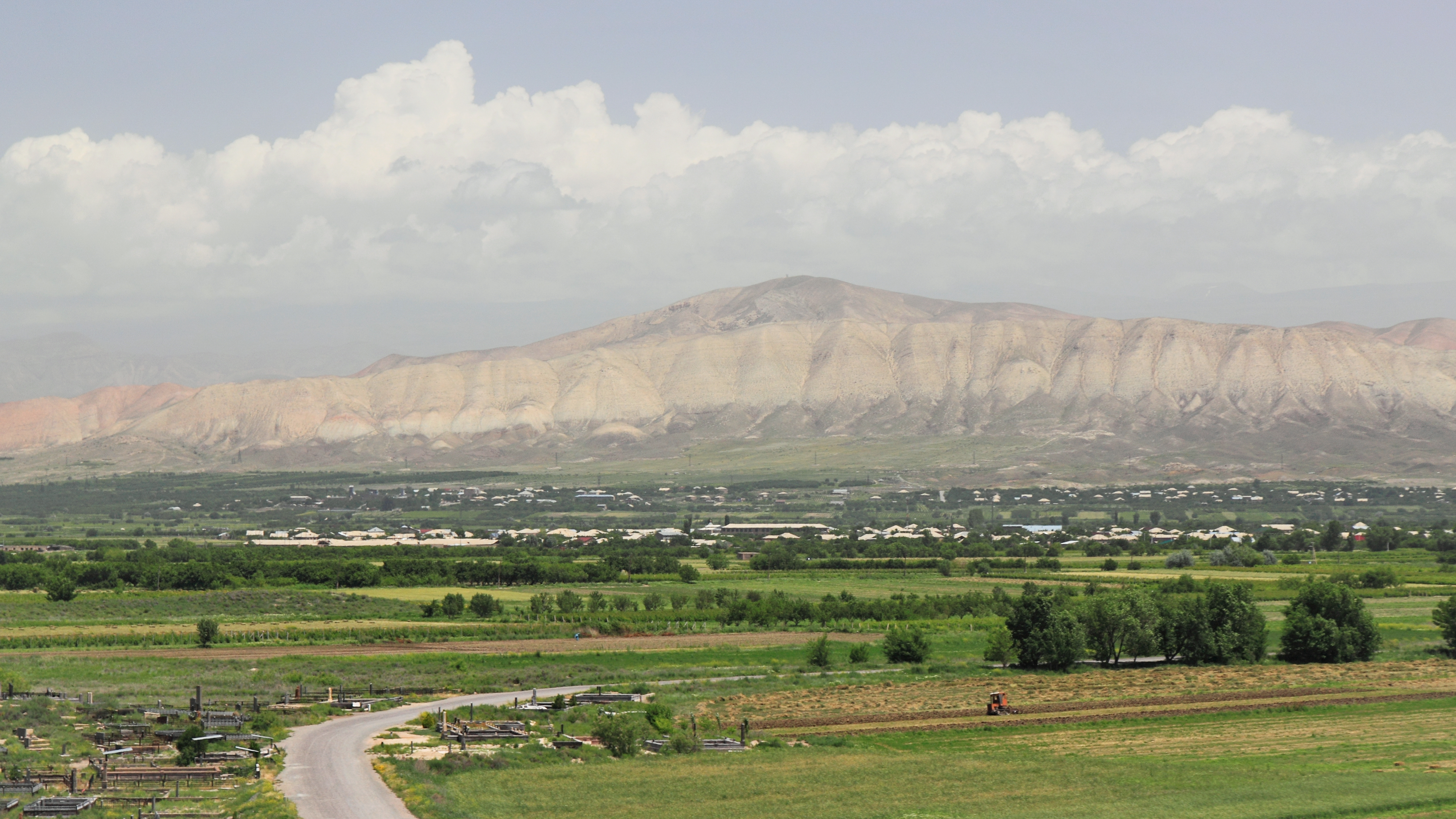
Montañas de Yerakh en el centro de la provincia

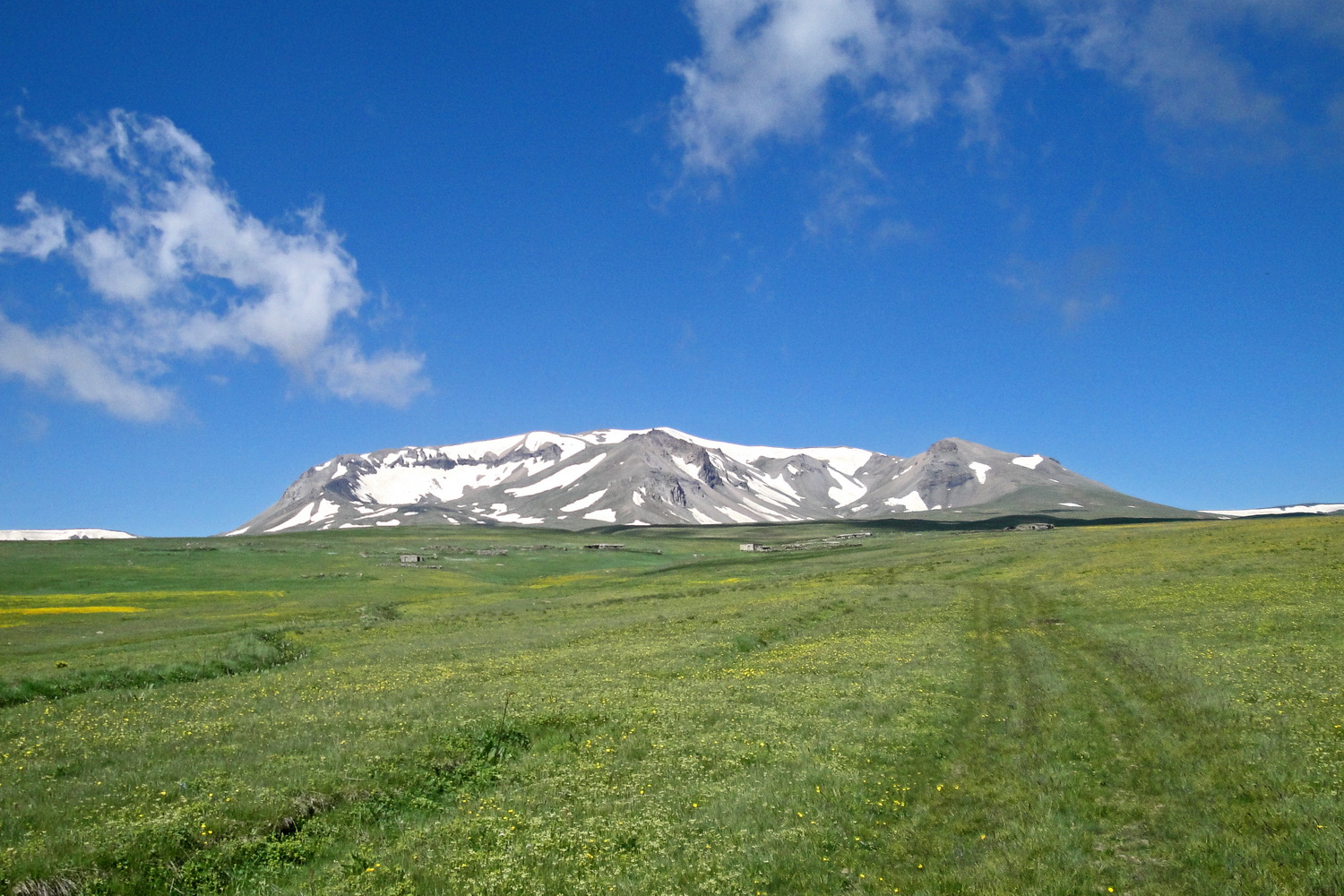
Monte Spitakasar, el punto más alto de la provincia.

Ararat ocupa el oeste de la parte central de la actual Armenia. Por el norte, hace frontera con las provincias de Armavir, Ereván y Kotayk'. Por el este, con Geghark'unik' y Vayots' Dzor. Por el oeste, limita con la provincia de Iğdır, de Turquía, y por el sur con la República Autónoma de Najicheván, de Azerbaiyán.
La provincia está situada al sudoeste de la llanura de Ararat, rodeada por las montañas de Yeranos, al norte, las montañas de Geghama, Dahnak y Mzhkatar por el este, las montañas de Urts por el sur y el río Aras por el oeste. En el centro de la provincia se hallan las montañas de Yerakh. Solo el 30 % de la provincia es llano.
El punto más alto el pico Spitakasar, de las montañas de Geghama, con 3560 m. El punto más bajo se halla a 801 m, en el valle del Aras. La hidrografía está marcada por los ríos Aras, Hrazdan, Azat y Vedi.
Está formada por los distritos o raiones de Ararat, Artshat y Masis.

## Cultura

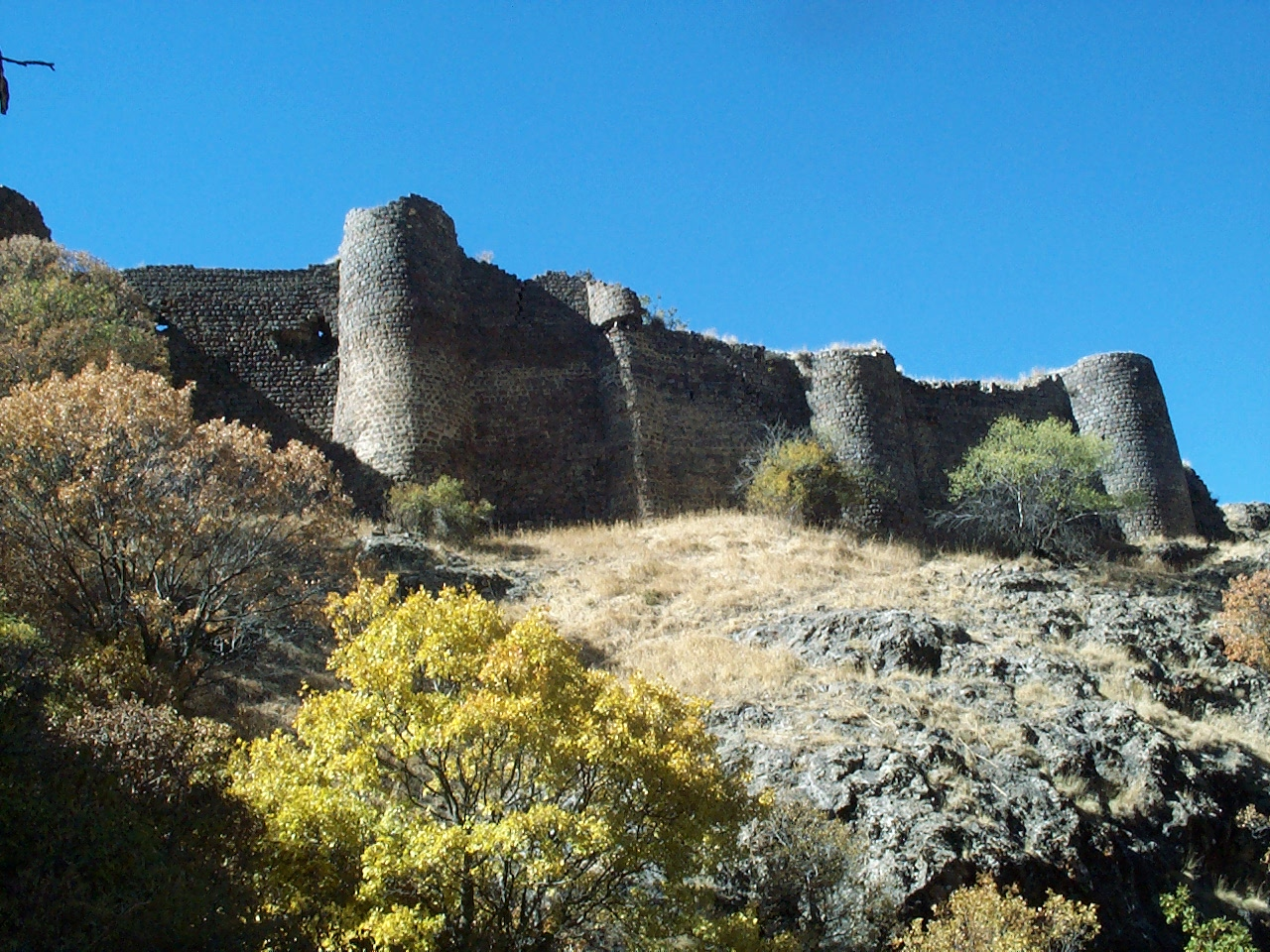
Fortaleza de Kakavaberd, del

### Fortalezas y yacimientos arqueológicos
- Yacimiento de Artaxata, capital del reino de Armenia entre 185 a. C. y 120 d. C.
- Yacimiento de Dvin, antigua ciudad del siglo IV de la dinastía arsácida
- Fortaleza de Kakavaberd, del siglo IV, con vistas sobre el río Azat.
- Fortaleza de Tapi,[2] del siglo X, cerca de Urtsazdor
- Mausoleo de los emires de Kara Koyunlu en Argavand, construido en 1413. Los Kara Koyunlu, turcos, gobernaron Armenia entre 1375 y 1468

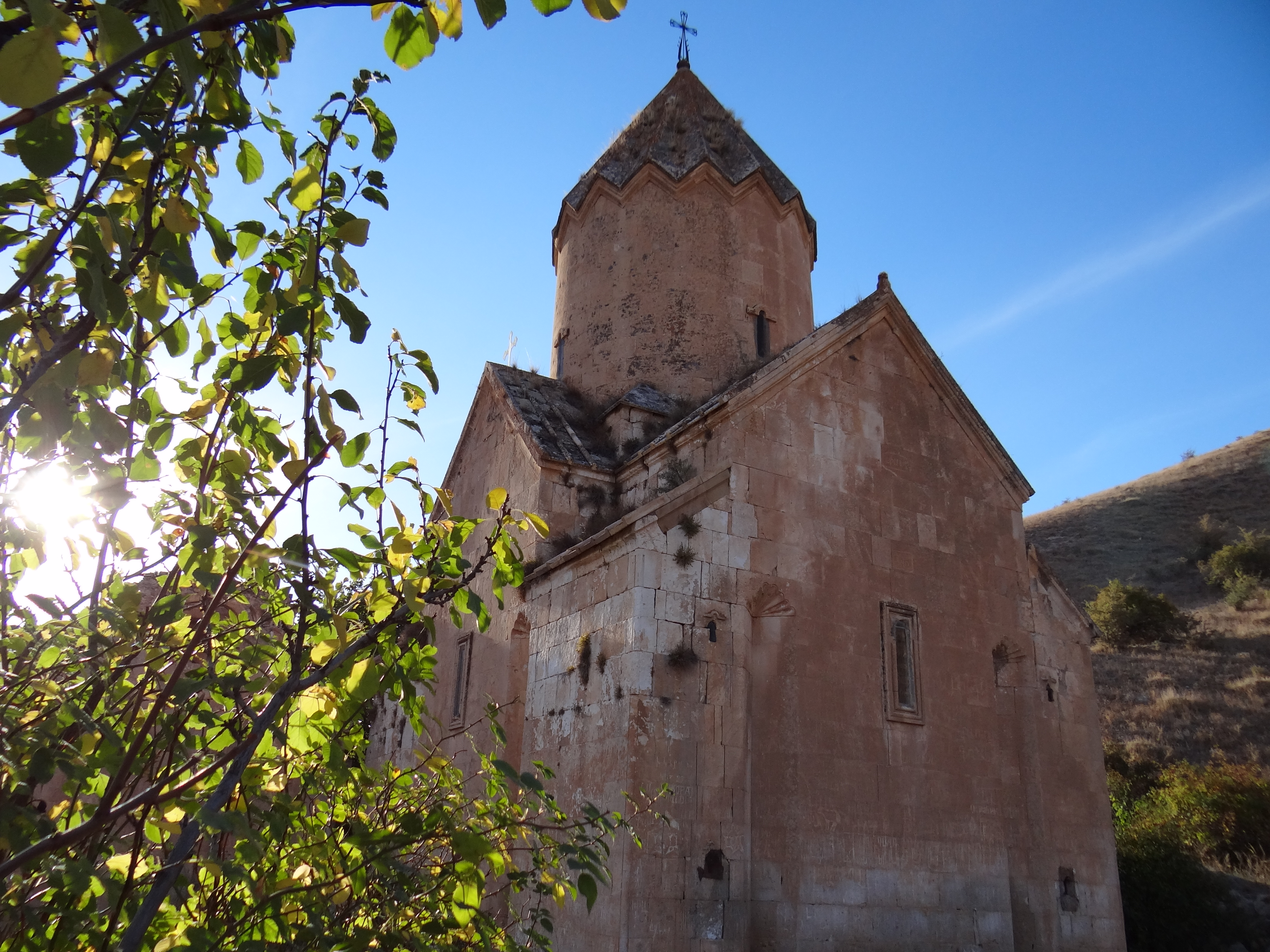
Monasterio de Hovhannes Karapaet

### Iglesias y monasterios
- Monasterio de Aghjots Vank, del siglo XIII
- Monasterio de Hovhannes Karapaet,[3] cerca de Shaghap, del siglo XIII
- Monasterio de Khor Virap,[4] del siglo XVII